# Margherita Salicola
Margherita Salicola oder Salicoli (auch: Margaritina Bolognese, Margherita di Sassonia; Vorname auch: Margarita, Nachname auch: Selicola, Selicoli, Salicola Suini; * um 1660 in Bologna; †  vermutlich 1717) war eine berühmte italienische Opernsängerin (Sopran) und vermutlich Geliebte Johann Georgs III. von Sachsen. Sie trat zwischen 1685 und 1693 als erste italienische Opernsängerin in Dresden auf.

## Biografie

### Die Anfänge
Margherita Salicola entstammte einer Schauspieler- und Musikerfamilie. Ihre Eltern waren Matteo Salicola und seine Frau Laura. Ihre Schwester Angiola Salicola war ebenfalls Sängerin und stand häufig gemeinsam mit ihr auf der Bühne.
Margherita zählte 1677 in Modena zum Ensemble von Giovanni Legrenzi in dessen Oper Germanico sul reno, wo sie die Rolle der Claudia sang. Zwei Jahre später wirkte sie in Bologna am Teatro Formagliari in Opern von Giuseppe Felice Tosi und Franceschini, gemeinsam mit dem als „Cecchino“ bekannten Sopran-Kastraten Francesco de Castris.
1682 ist sie zum ersten Mal in Venedig nachgewiesen, wo sie zusammen mit ihrer Schwester Angiola am Teatro San Salvatore in Legrenzis Oper Lisimaco riamato da Alessandro auftrat. Im Mai desselben Jahres sang sie im Teatro Ducale von Mantua in Legrenzis Oper Ottaviano Cesare Augusto, wiederum mit ihrer Schwester Angiola und „Cecchino“, sowie mit dem Kastraten Clementino de Hadersbergh und dem Tenor Giovanni Buzzoleni.
In Reggio Emilia 1683 bekam sie für ihre Auftritte in Pietro Andrea Zianis Il talamo preservato dalla fedeltà d’Eudossa bereits eine höhere Gage als alle anderen Sänger. Chassebras de Cramailles, der sie zu dieser Zeit hörte, beschrieb sie folgendermaßen: „Sie hat eine der schönsten Stimmen Italiens, und wohnt derzeit in Bologna. Sie ist blond, von mittlerer Größe, hat einen sehr weißen Teint, ist sehr brillant, hat einen freien und leichten Stil, eine vornehme Art und ist eine gute Schauspielerin.“

### Das sächsische Engagement 1685–1693
Margherita Salicola trat im Karneval 1685 im venezianischen Theater San Giovanni Grisostomo nachweislich als Penelope in der Oper Penelope la casta von Carlo Pallavicino auf. Sie war mittlerweile so berühmt, dass sie dafür die „außerordentliche Summe“ von 2.500 Talern (500 Doppie) erhielt.
Der sächsische Kurfürst Johann Georg III. hörte sie dort in dieser Oper und engagierte sie gemeinsam mit dem Komponisten Pallavicino und dem als „il Cortona“ bekannten Kastraten Domenico Cecchi an den Dresdner Hof, um dort die italienische Oper wiederzubeleben. Die Salicola wurde noch in Venedig zur Hofdame erhoben, und außer einem Jahresgehalt von etwa 2.800 Talern und diversen anderen Vergütungen gewährte der Kurfürst ihren Eltern und ihrer Schwester eine lebenslange Pension.
Das Engagement von Margherita Salicola führte zu diplomatischen Verwicklungen, da sie unter einer nicht näher geklärten Patronage von Ferdinando Carlo von Gonzaga-Nevers, dem Herzog von Mantua, stand. Daher wurden die Verhandlungen mit dem sächsischen Kurfürsten geheim gehalten (unter anderem musste ihr Vater sein Einverständnis geben) und die Sängerin verließ heimlich und fluchtartig Venedig, in Begleitung ihres Bruders Francesco. Die schon damals und in der späteren Literatur häufig geäußerte Vermutung, es habe sich um eine Entführung gehandelt, wird von Walter anhand dokumentarischen Materials widerlegt. Der Vorfall provozierte einen politischen Konflikt, da der Herzog von Mantua die Sängerin offiziell zurückforderte und nicht davor zurückschreckte, auf diverse Personen Mordanschläge zu verüben, die Familie der Sängerin gefangen zu nehmen und die Salicola selber durch Häscher verfolgen zu lassen. Nur durch Vermittlung des bayerischen Kurfürsten Maximilian II. Emanuel von Bayern konnte eine Eskalation verhindert werden.
In Dresden trat die Salicola in mehreren Opern von Pallavicino auf – darunter besonders La Gierusalemme liberata (1687) –, sie feierte große Erfolge und begründete damit eine neue Ära.
Margherita Salicola wurde zudem die Geliebte des sächsischen Kurfürsten und soll die Mutter von Johann Georg Maximilian von Fürstenhoff (1686–1753) gewesen sein, einem legitimierten Halbbruder von August II. von Polen (August dem Starken). Michael Walter meint jedoch, dass Salicolas Mutterschaft von Fürstenhoff wegen unklarer Quellenlage nicht bewiesen sei. Zwischenzeitlich durfte sie 1688 gemeinsam mit dem ebenfalls in Dresden engagierten Domenico Cecchi (genannt „il Cortona“) zu einem Gastspiel an den Hof der Wittelsbacher nach München reisen, um bei Festlichkeiten anlässlich eines Sieges über die Türken mitzuwirken.

### Die späte Karriere
Nach dem Tod von Kurfürst Johann Georg III. blieb Margherita Salicola zunächst am Dresdner Hof und sang unter dessen Sohn Johann Georg IV. 1693 ging sie nach Wien und kehrte um 1695 nach Italien zurück, wo sie wegen ihres Dresdner Intermezzos auch als „Margherita di Sassonia“ („Margherita aus Sachsen“) bekannt war. Etwa um diese Zeit heiratete sie Marc’ Antonio Suini und trat nun teilweise unter dem Namen „Margherita Salicola Suini“ auf. Es gelang ihr, sich wieder als Primadonna an verschiedenen Bühnen Norditaliens zu etablieren. Dabei blieb die Rolle der Penelope so etwas wie ihr Markenzeichen, sie sang sie 1696 nochmals im königlichen Theater von Mailand in einer Produktion mit Maria Maddalena Musi und Siface (Giov. Francesco Grossi). Dabei wurde Salicola als „virtuosa di Sua maestà cesarea“ (Virtuosin seiner kaiserlichen Majestät) angekündigt, was darauf hindeutet, dass sie in ihrer Wiener Zeit in den Diensten des sehr musikliebenden Kaisers Leopold I. gestanden hatte.
In Reggio Emilia sang sie 1697 in L' Oreste in Sparta von Carlo Francesco Pollarolo, der sie im Jahr darauf und am selben Ort wiederum als Penelope in seiner Oper L' Ulisse sconosciuto in Itaca einsetzte. Sie sang neben Matteuccio (Matteo Sassano) und Angela Ghering und stand nun beim Fürsten von Modena in Diensten.
Im Jahr 1700 interpretierte sie in Parma die Titelrolle der Eraclea in einer Aufführung von Alessandro Scarlattis gleichnamiger Oper.
Zwischen 1703 und 1705 war die Salicola in Venedig, wo sie am Teatro San Cassiano mit Francesco Gasparini zusammenarbeitete. Er schrieb für sie Hauptrollen in seinen Opern Il miglior d'ogni amore per il peggiore d'ogni odio (1703), La fede tradita e vendicata (1704), La Fredegonda (Januar 1705) und Il principato custodito dalla frode (Februar 1705). In all diesen Opern sang sie u. a. neben dem berühmten Altisten Francesco Antonio Pistocchi.
Danach ging sie nach Florenz und trat im Karneval 1705–1706 im Teatro del Cocomero nochmals als Penelope auf, in einer Version von Alessandro Scarlatti.
Ein wahrscheinlich letzter Auftritt der Salicola ist für 1708 nachgewiesen, als sie im Hoftheater in Modena die Rolle der Coronide in Giacomo Antonio Pertis L' Apollo geloso sang.
Der Mediziner Bernardino Ramazzini (1633–1714) erwähnte Margherita Salicola in seiner Schrift De morbis artificum diatriba (Modena: Antonio Capponi, 1700). Demnach hatte die Sängerin zwischenzeitlich Stimmprobleme in Form von Heiserkeit wegen zu ausgiebigem Gebrauch ihrer Stimme, und litt unter Schwindelanfällen, wenn sie sehr lange Phrasen zu singen hatte.

### Fachliteratur
- Irene Alm: „A Singer's Magic: Margherita Salicola and the Transformation of Gierusalemme liberata (1687)“, Society for Seventeenth-Century Music, Wellesley College, 1996
- Michael Walter: Der Fall Salicola oder die Sängerin als symbolisches Kapital
- Hans-Joachim Böttcher: Die Türkenkriege im Spiegel sächsischer Biographien, Gabriele Schäfer Verlag Herne 2019, ISBN 978-3-944487-63-2. S. 105–107.
- Karl-Josef Kutsch, Leo Riemens: Salicola, Margherita, in: Großes Sängerlexikon, Bd. 4, S. 4105, online als Google-Book (Abruf am 18. Dezember 2019)

### Romane
- Romy Petrick: Die Entführung der Primadonna, Donatus-Verlag 2017, ISBN 978-3-946710-08-0

## Einzelanmerkungen
1. ↑  Michael Walter: Der Fall Salicola oder die Sängerin als symbolisches Kapital , S. 5 (Salicola Suini), S. 8 (Margaritina Bolognese), S. 13 (Selicola), S. 34 (Margherita di Sassonia)
2. ↑  „Margherita Selicoli“ erscheint im Libretto zu Legrenzis und Corradis Germanico sul Reno, Reggio Emilia, Prospero Vedrotti, 1677, S. 9, online oder Germanico sul reno (Giovanni Legrenzi) im Corago-Informationssystem der Universität Bologna.
3. ↑  Michael Walter: Der Fall Salicola oder die Sängerin als symbolisches Kapital , S. 13 & 16
4. ↑  Germanicus am Rhein
5. ↑  Im Libretto wird sie als „Margherita Selicoli“ bezeichnet. Germanico sul reno (Giovanni Legrenzi) im Corago-Informationssystem der Universität Bologna.
6. ↑  Die Musik der Oper Atide stammte genaugenommen von Giacomo Antonio Perti, Pietro degli Antonii und Tosi.Atide (Giuseppe Felice Tosi) im Corago-Informationssystem der Universität Bologna.
7. ↑  Apollo in Tessaglia (Petronio Franceschini) im Corago-Informationssystem der Universität Bologna.
8. ↑  „Lisimacus, geliebt von Alexander“
9. ↑  Lisimaco riamato da Alessandro (Giovanni Legrenzi) im Corago-Informationssystem der Universität Bologna.
10. 1 2 3  Michael Walter: Der Fall Salicola oder die Sängerin als symbolisches Kapital , S. 5
11. ↑  Ottaviano Cesare Augusto (Giovanni Legrenzi) im Corago-Informationssystem der Universität Bologna.
12. ↑  "Das vor Treue bewahrte Ehebett der Eudossa"
13. ↑  Das galt bis zum Beginn des 20. Jahrhunderts ein wichtiges Merkmal einer schönen Frau, siehe auch Blaues Blut#Etymologie zur Entstehung des Begriffs 'vornehme Blässe'.
14. ↑  Die zuletzt genannten Eigenschaften dürften musikalisch gemeint sein, sich also auf ihren Gesang beziehen.
15. ↑  „Elle passe pour une des plus belles voix d'Italie, et demeure actuellement à Bologne. Elle est blonde, de taille médiocre, a le teint fort blanc, beaucoup de brillant, une manière libre et aisée, l'air de qualité, et est bonne comédienne“. Siehe: „Margherita Salicola dite Margherita la bella“, Artikel online auf  Quell‘usignolo (französisch; abgerufen am 17. Dezember 2019)
16. ↑  "Penelope die Keusche"
17. 1 2  Michael Walter: Der Fall Salicola oder die Sängerin als symbolisches Kapital , S. 31
18. ↑  Michael Walter: Der Fall Salicola oder die Sängerin als symbolisches Kapital , S. 13–15, S. 32–33
19. ↑  Michael Walter: Der Fall Salicola oder die Sängerin als symbolisches Kapital , S. 16 und S. 22–23
20. ↑  Michael Walter: Der Fall Salicola oder die Sängerin als symbolisches Kapital , S. 10–20 und S. 22
21. ↑  Michael Walter: Der Fall Salicola oder die Sängerin als symbolisches Kapital , S. 17–19
22. ↑  Rodolfo Celletti: Geschichte des Belcanto, Bärenreiter, Kassel, 1989, S. 65
23. ↑  Karl-Josef Kutsch, Leo Riemens: Salicola, Margherita, in: Großes Sängerlexikon, Bd. 4, S. 4105, online als Google-Book
24. ↑  Laut Alm sang die Salicola die Rolle der Armida, die von Pallavicino für sie besonders ausgebaut und virtuos gestaltet wurde. Irene Alm: „A Singer's Magic: Margherita Salicola and the Transformation of Gierusalemme liberata (1687)“, Society for Seventeenth-Century Music, Wellesley College, 1996
25. ↑  Michael Walter: Der Fall Salicola oder die Sängerin als symbolisches Kapital , S. 7 Fußnote 7
26. ↑  Michael Walter: Der Fall Salicola oder die Sängerin als symbolisches Kapital , S. 33
27. ↑  Michael Walter: Der Fall Salicola oder die Sängerin als symbolisches Kapital , S. 34
28. ↑  Michael Walter: Der Fall Salicola oder die Sängerin als symbolisches Kapital , S. 5
29. ↑  Penelope la Casta (Anonimo) im Corago-Informationssystem der Universität Bologna.
30. ↑  L' Oreste in Sparta (Carlo Francesco Pollarolo) im Corago-Informationssystem der Universität Bologna.
31. ↑  L' Ulisse sconosciuto in Itaca (Carlo Francesco Pollarolo) im Corago-Informationssystem der Universität Bologna.
32. ↑  Da sie als „virtuosa del Serenissimo di Modena“ angekündigt wurde. L' Ulisse sconosciuto in Itaca (Carlo Francesco Pollarolo) im Corago-Informationssystem der Universität Bologna.
33. ↑  L' Eraclea (Alessandro Scarlatti) im Corago-Informationssystem der Universität Bologna.
34. ↑  "Das Beste der Liebe für das Schlimmste den Hasses"
35. ↑  Il miglior d'ogni amore per il peggiore d'ogni odio (Francesco Gasparini) im Corago-Informationssystem der Universität Bologna.
36. ↑  "Die betrogene und gerächte Treue"
37. ↑  La fede tradita e vendicata (Francesco Gasparini) im Corago-Informationssystem der Universität Bologna.
38. ↑  La Fredegonda (Francesco Gasparini) im Corago-Informationssystem der Universität Bologna.
39. ↑  "Die vor Betrug bewahrte Herrschaft"
40. ↑  Il principato custodito dalla frode (Francesco Gasparini) im Corago-Informationssystem der Universität Bologna.
41. ↑  Penelope (Alessandro Scarlatti) im Corago-Informationssystem der Universität Bologna.
42. ↑  Margherita Salicola (Giacomo Antonio Perti) im Corago-Informationssystem der Universität Bologna.
43. ↑  Deutsch als: Untersuchung von denen Kranckheiten der Künstler und Handwercker, Leipzig: Weidmann, 1718
44. ↑  Michael Walter: Der Fall Salicola oder die Sängerin als symbolisches Kapital , S. 5 Fußnote 6

| Personendaten    | Personendaten |
| ---------------- | --- |
| NAME             | Salicola, Margherita |
| ALTERNATIVNAMEN  | Salicola, Margarita; Salicoli, Margherita; Selicola, Margherita; Selicoli, Margherita; Salicola Suini, Margherita; Margaritina Bolognese; Margherita di Sassonia |
| KURZBESCHREIBUNG | italienische Opernsängerin (Sopran), Geliebte Johann Georgs III. von Sachsen                                                                                     |
| GEBURTSDATUM     | um 1660 |
| GEBURTSORT       | Bologna |
| STERBEDATUM      | unsicher: 1717 |